# Chandler Bing
Chandler Muriel Bing là nhân vật hư cấu trong bộ phim hài kịch tình huống Friends của đàiNBC, đóng bởi Matthew Perry.

## Lai lịch
Chandler Muriel Bing sinh ngày mùng 8 tháng 4 năm 1968, có mẹ là một tác giả tiểu thuyết khêu gợi và cha là một vũ công chuyển giới tại Las Vegas gốc Scotland. Anh xuất thân từ một gia đình giàu có, bởi anh có nhắc đến việc gia đình có thuê người hầu như người lau dọn bể bơi và quản gia (người đã từng quan hệ với cha anh); và Phoebe trong một tập đã nhận xét một cách khinh bỉ "Cậu ấm có vấn đề với quản gia phải không?". Cha mẹ Chandler thông báo với anh họ sẽ ly hôn trong bữa tối Lễ tạ ơn khi anh mới 9 tuổi, việc này là nguyên nhân anh không kỷ niệm ngày lễ này khi lớn lên. Chandler là bạn cùng phòng với Ross Geller ở trường đại học. Chandler gặp em gái của Ross, Monica Geller, và bạn cô, Rachel Green, khi họ tổ chức Lễ tạ ơn với gia đình khi anh đang học năm thứ nhất đại học. Theo gợi ý của Monica, Chandler chuyển tới căn hộ số #19 tại Greenwich Village, Manhattan, cách nhau hành lang với Monica và bạn cùng phòng Phoebe Buffay. Tại căn hộ số #19, Joey Tribbiani là bạn cùng phòng với Chandler.

## Monica Geller
Tại lễ cưới của Ross và Emily ở London, Monica và Chandler ngủ với nhau và bắt đầu hẹn hò. Monica và Chandler cố giữ bí mật mối quan hệ của họ vì lo lắng những người khác sẽ phản ứng thế nào nhưng cuối cùng mọi người đều phát hiện ra.
Joey khám phá ra sau khi hai người nghỉ cuối tuần cùng nhau, Rachel nghe được cuộc nói chuyện qua điện thoại, Phoebe và Rachel nhìn thấy họ từ căn hộ mới của Ross đối điện bên đường. Joey đầu tiên tiếp tục giữ bí mật nhưng sau khi Rachel và Phoebe phát hiện ra, hai cô nàng cố khiêu khích để họ phải thú nhận mối quan hệ. Do đó, Monica và Chandler cố làm cho họ phải thú nhận họ đã biết và chiến tranh nổ ra (Joey thì bị kẹp ở giữa). Chuyện kết thúc khi Phoebe và Chandler giả vờ có ý định ngủ với nhau, nhưng Chandler đầu hàng và thú nhận anh yêu Monica. Hai người chuyển đến sống chung trong mở đầu phần 6, Chandler cầu hôn vào cuối phần này và họ kết hôn vào cuối phần 7. Lễ cưới được cử hành bởi Joey, người đã được phong chức mục sư qua Internet. Trong tập cuối cùng, Monica and Chandler (không thể sinh con) đã nhận nuôi hai bé sinh đôi, đặt tên là Jack và Erica.
Chandler cũng có vấn về với bạn trai cũ của Monica, Richard (đóng bởi Tom Selleck), người mà anh và Joey từng thần tượng bởi sự đàn ông trước khi Chandler và Monica bắt đầu hẹn hò. Monica từng cho rằng Richard là tình yêu của đời cô làm tăng thêm sự bất an của Chandler. Vấn đề lớn nhất khi Richard xuất hiện lúc Chandler muốn cầu hôn Monica, Richard đã thú nhận anh vẫn yêu cô. Monica đầu tiên cân nhắc có nên nối lại với tình cũ (một phần do Chandler tỏ ra không hứng thú với việc kết hôn). Tuy nhiên, Richard đã rút lui để Chandler kết hôn với cô, anh nhận ra anh đã để tuột mất cơ hội của mình.
Monica cũng thỉnh thoảng làm Chandler sợ hãi vì tính hách dịch, ngăn nắp và tính cạnh tranh quá cao. Việc này đẩy Chandler vào nhiều tình huống dở khóc dở cười, ví dụ như Monica không chịu nhường sếp của Chandler khi chơi quần vợt, hay Chandler phải giấu việc anh chơi bóng bàn cực giỏi vì sợ Monica bắt hai người phải đấu với nhau. Monica là người chiếm ưu thế trông mối quan hệ của họ và Chandler thường xuyên phải phục tùng mong ước của cô. Trong tập phim thay đổi thực tế, Monica vẫn béo phì và Chandler không hứng thú với cô. Tuy nhiên, Khi bạn trai của Monica bỏ bữa tối vì một cuộc gọi, họ đã ngủ với nhau, và Chandler say mê cô, hai người cuối cùng vẫn thành một cặp.